# Klinik Ottakring

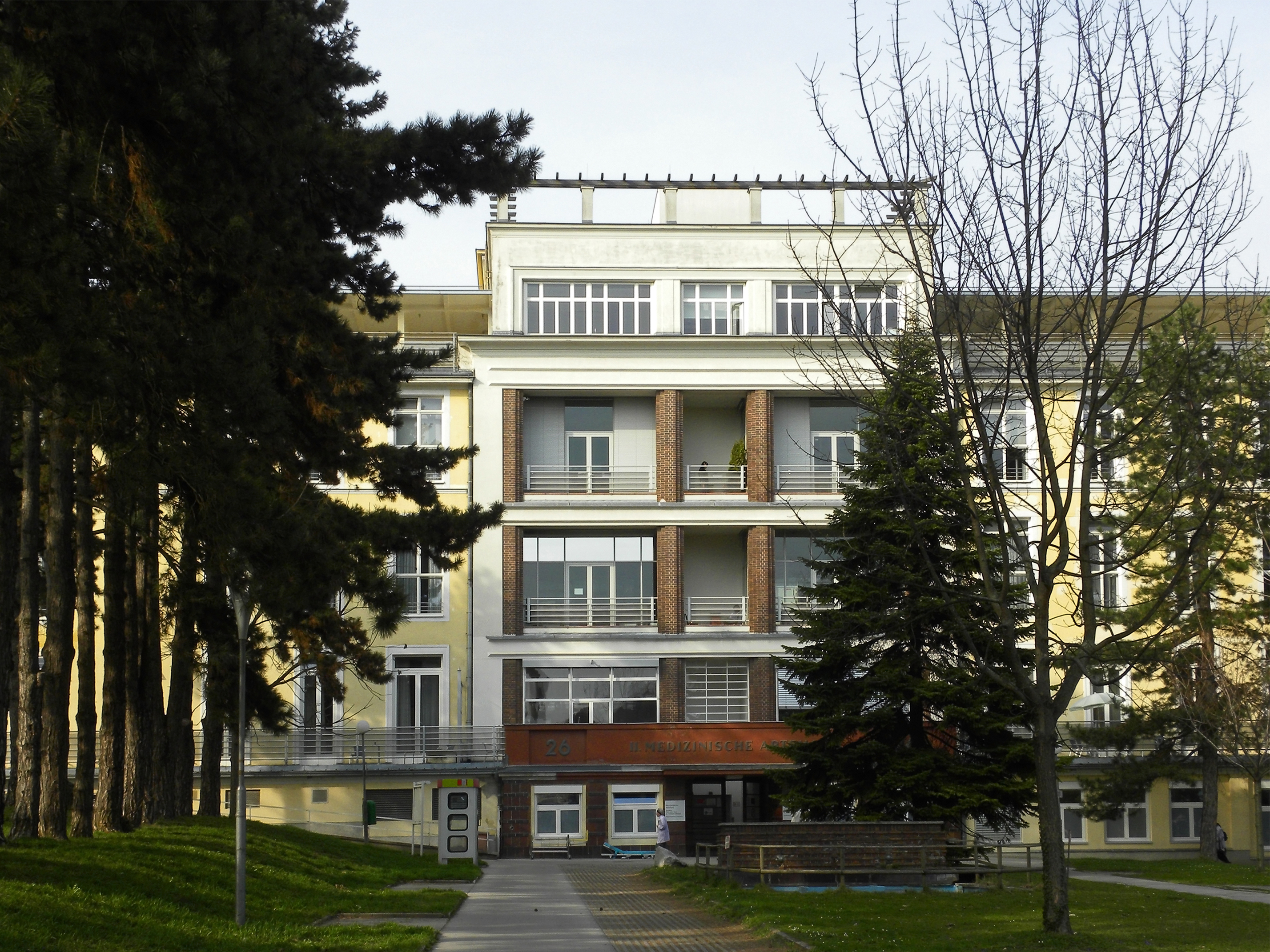
Klinik Ottakring Pavillon 26 – II. Medizinische Abteilung

Die Klinik Ottakring (bis 2020 Wilhelminenspital, umgangssprachlich auch Willi genannt) im 16. Wiener Gemeindebezirk, Montleartstraße 37, gehört zu den vom Wiener Gesundheitsverbund verwalteten städtischen Wiener Spitälern.

## Spitäler unter einem Namen
Die heutige Klinik in Ottakring entwickelte sich aus folgenden historischen Institutionen:
- k.k. Wilhelminenspital
- Städtisches Kaiser-Franz-Josephs-Regierungs-Jubiläums-Kinderspital
- Georg Kellermann’sches Kinderspital
- Kriegsspital Nr. 1 (Erster Weltkrieg)

Nach dem Zweiten Weltkrieg wurden zwei Spitäler ins Wilhelminenspital integriert:
- Karolinen-Kinderspital (1977)
- Kinderklinik Glanzing (1999)

### Historisches Wilhelminenspital

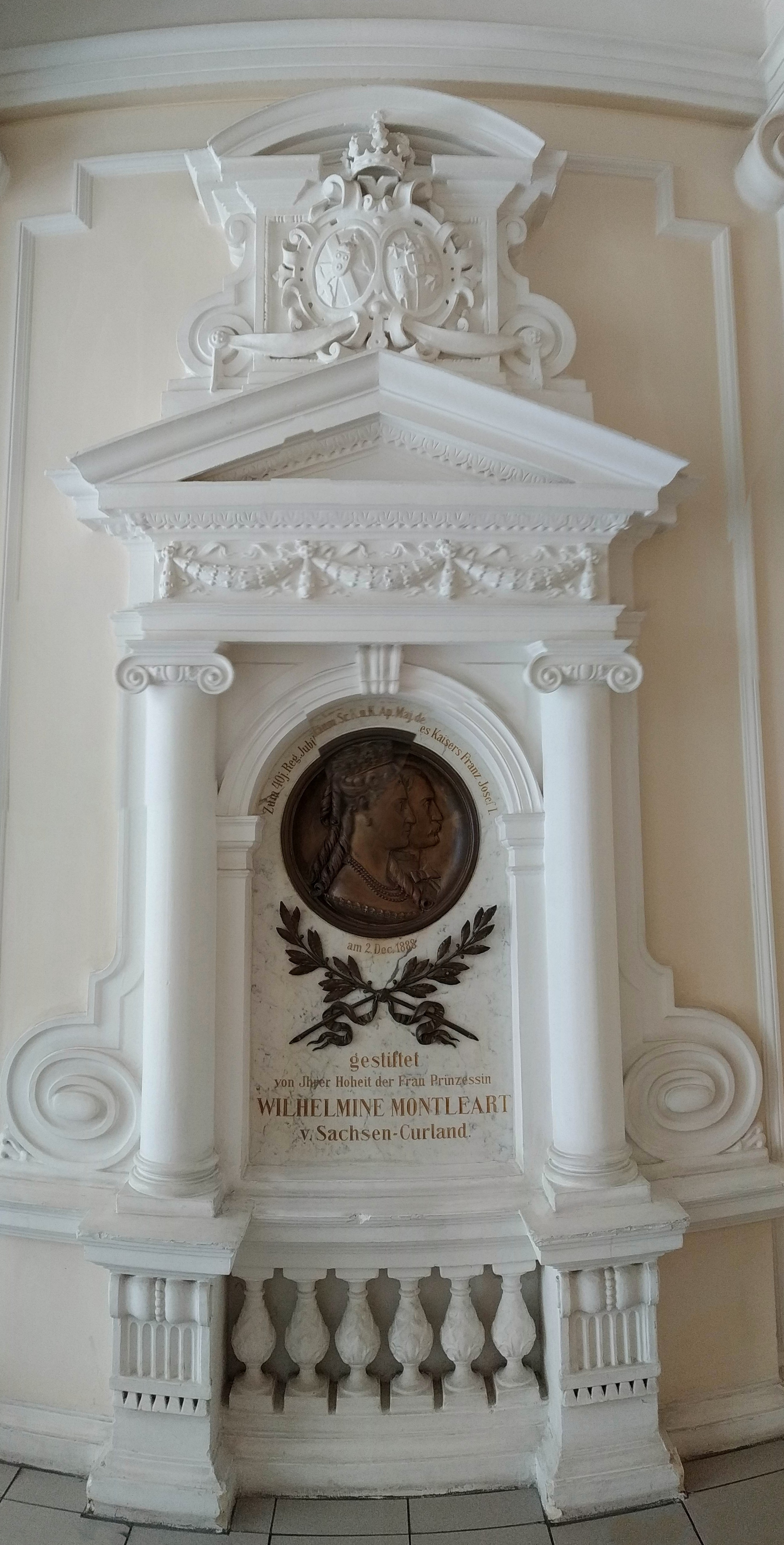
Wilhelmine von Montléart

Aus Anlass des 40-Jahre-Regierungsjubiläums von Kaiser Franz Joseph I. im Jahr 1888 wurde der Gemeinde Ottakring von Fürstin Wilhelmine Montleart-Sachsen-Curland ein Betrag von 150.000 Gulden (seit der Währungsumstellung 1892: 300.000 Kronen) zum Bau eines Spitals gewidmet; die Fürstin wurde damit zur Namensgeberin für das Spital und auch für die 1889 nach ihr benannte Montleartstraße.
Zunächst erwarb die Gemeinde ein 15.000 m² großes Areal und begann 1890 mit den Bauarbeiten am ersten Pavillon. In diese Zeit fiel die Eingemeindung Ottakrings nach Wien, die 1890 beschlossen und per 1. Jänner 1892 vollzogen wurde.
Aufgrund eines Abkommens der Gemeinde Wien mit dem Land Niederösterreich vom 1. Dezember 1891 wurden 1892 in den soeben eingemeindeten Vororten die Krankenanstalten
- Wilhelminenspital,
- Kaiserin-Elisabeth-Spital in Rudolfsheim,
- Kronprinzessin Stephanie-Spital in Neulerchenfeld (1927 geschlossen) und
- St.-Rochus-Spital in Penzing (heute Pflegestation eines Seniorenheims)

von der Stadt Wien übernommen.
1894 wurde von der Wiener Stadtverwaltung auf Antrag des k.k. Statthalters von Niederösterreich, Erich Graf Kielmansegg, ein angrenzendes Grundstück von fast 200.000 m² erworben, um das Spital später erweitern zu können.

### Städtisches Kaiser-Franz-Josephs-Regierungs-Jubiläums-Kinderspital

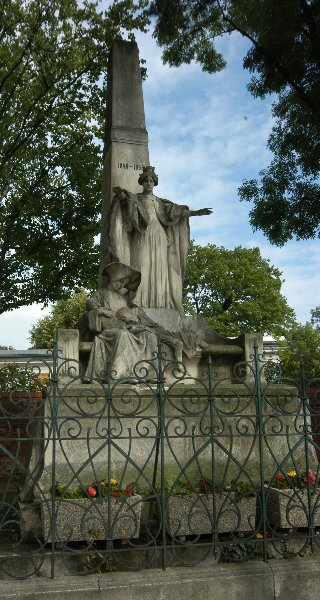
Denkmal zur Errichtung des Kinderspitals, Flötzersteig

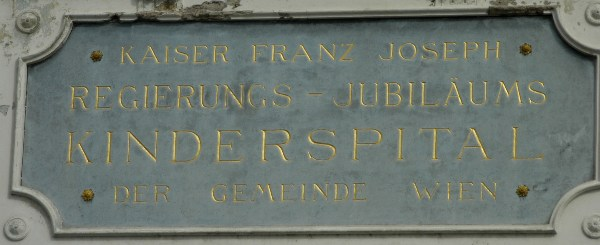
Tafel am ehemaligen Haupteingang Flötzersteig

Zehn Jahre später, anlässlich des 50-Jahre-Regierungsjubiläums des Kaisers, beschloss der Gemeinderat von Wien am 11. Februar 1898 zur Feier dieses Jubiläums die Errichtung eines Kinderspitals beim k.k. Wilhelminenspital mit 180 bis 200 Betten für infektionskranke Kinder.
In einem Übereinkommen mit der k.k. Niederösterreichischen Statthalterei wurde festgelegt, dass die Statthalterei den Bau, die Ausstattung und den Betrieb des Krankenhauses übernehmen würde. Die Stadt Wien ihrerseits überwies entsprechend dem Baufortschritt eine Gesamtsumme von 2 Millionen Kronen, verzichtete auf die Kanaleinmündungsgebühren, schloss das Krankenhaus an die I. Wiener Hochquellenwasserleitung an und sorgte für die Anbindung an das Wiener Straßenbahnnetz.
An der Einfriedungsmauer entlang des Flötzersteigs befindet sich östlich des ehemaligen Haupteingangs zur Erinnerung an die Errichtung dieses Kinderspitals eine die Pflege kranker Kinder beschützende Figur der Nationalallegorie Austria. Die Beschriftung des Obelisken mit „1848–1898“ verweist auf das 50-Jahre-Regierungsjubiläum von Kaiser Franz Joseph I.

### Georg Kellermann’sches Kinderspital
Marie Bernbacher, Erbin von Georg Kellermann, folgte dem Wunsch des Verstorbenen und gründete eine Stiftung, um ein Kinderspital im 7. Bezirk oder einem der angrenzenden Bezirke zu errichten. Da dort aber die Grundstückskosten das Stiftungskapital überstiegen hätten, wurde das Spital in Übereinstimmung mit Frau Bernbacher auf dem Gelände des Wilhelminenspitals errichtet. Es umfasste zwei Pavillons, außerdem wurde ein Teil der Kosten für die Versorgungsgebäude (Verwaltungsgebäude, Küche usw.) übernommen.
Die am 11. Juni 1901 von der k.k. Niederösterreichischen Statthalterei genehmigte Georg Kellermann’sche Kinderspitalstiftung besteht heute noch. Ihre Erträge kommen dem Wiener Krankenanstaltenverbund zugute. Das Wiener Kontrollamt beziffert die 2000–2004 getätigten Ausschüttungen mit rund 11.600 Euro.

### Kriegsspital Nr. 1
Während des Ersten Weltkriegs wurde südlich des Flötzersteiges das Kriegsspital Nr. 1 in Form eines Barackenlagers errichtet. 1932 wurden diese Baracken durch Pavillons im Spitalsgelände ersetzt.

### Karolinen-Kinderspital
Das Karolinen-Kinderspital geht auf die 1874 durch Karoline Riedl erfolgte Stiftung eines zu einem Kinderspital mit 24 Betten umgebauten Hauses in der Schubertgasse 23 am Alsergrund zurück, das 1879 eröffnet wurde.
1977 beschloss der Wiener Gemeinderat die Schließung des Kinderspitals und die Verlegung der Abteilungen ins Wilhelminenspital.
Die am 22. Dezember 1880 von der k.k. Niederösterreichischen Statthalterei genehmigte Caroline Riedl'sche Kinderspitalstiftung besteht heute noch. Ihre Erträgnisse kommen dem Wiener Krankenanstaltenverbund zugute. Das Wiener Kontrollamt beziffert die 2000–2004 getätigten Ausschüttungen mit rund 91.200 Euro.

### Kinderklinik Glanzing
Die Kinderklinik Glanzing wurde 1915 in Wien-Döbling in der Glanzinggasse eröffnet, woher sie ihren Namen erwarb. Im April 1999 wurde sie als Abteilung für Kinder- und Jugendheilkunde Kinderklinik Glanzing mit Neonatologie und Jugendheilkunde ins damalige Wilhelminenspital verlegt.

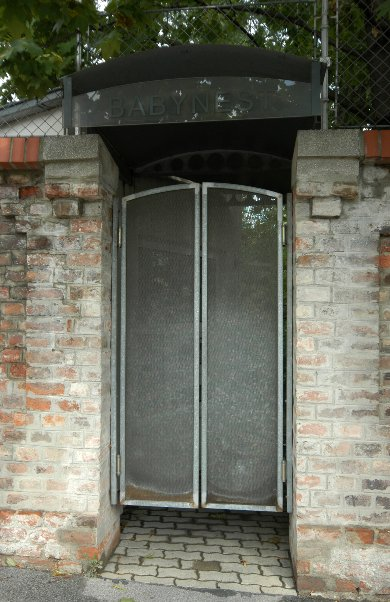
Klinik Ottakring: Babynest Glanzing

Um die für Säuglinge möglichst schonende Kindesweglegung zu ermöglichen, wurde als erste derartige Einrichtung Österreichs im Oktober 2008 am Wilhelminenspital das Babynest Glanzing im Wilhelminenspital installiert. Für die Betreuung der hier weggelegten Neugeborenen ist die Abteilung für Kinder- und Jugendheilkunde Kinderklinik Glanzing am Wilhelminenspital zuständig.

## Geschichte

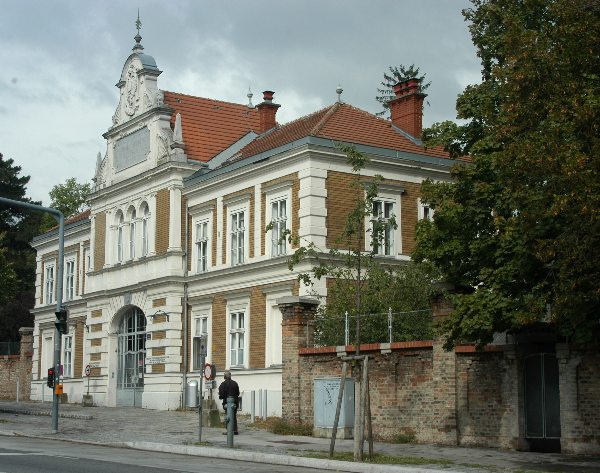
Klinik Ottakring: ehemaliger Haupteingang am Flötzersteig mit Babynest (rechts)

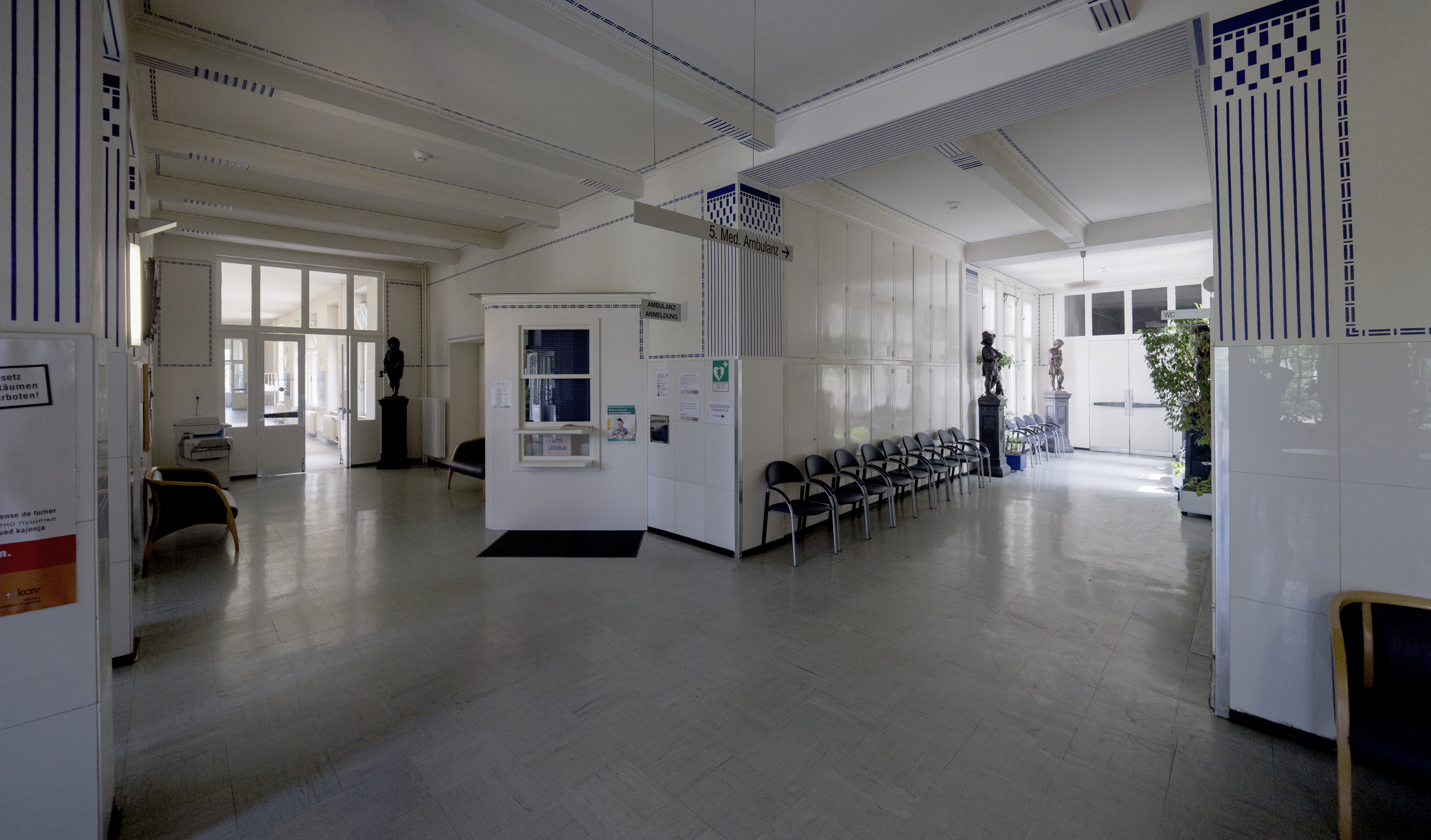
Lupuspavillon Eingangshalle

Das schon bis zum Ersten Weltkrieg mehrmals erweiterte Spital wurde auf den Ausläufern des Gallitzinberges bzw. Wilhelminenberges im Pavillonsystem errichtet, wie es damals für größere Spitalsanlagen (etwa das in der gleichen Zeit errichtete, nahegelegene Otto-Wagner-Spital) üblich war. Die einzelnen Pavillons sind von Grünanlagen umgeben.
Von Otto Wagner stammen die Pläne für den 1910 bis 1913 erbauten Lupuspavillon am Flötzersteig, wo Eduard Lang die Bekämpfung der Hauttuberkulose einleitete. An den 1945 in der Emigration in Mexiko verstorbenen Vorstand dieser Lupusheilstätte (1918 bis 1938), Richard Volk, erinnert eine am 9. September 1953 enthüllte Büste.
Den Zweiten Weltkrieg überstand das Wilhelminenspital relativ glimpflich, so dass die Schäden bald behoben waren. 1953 / 1954 wurden die ersten Erweiterungsbauten nach Kriegsende errichtet: ein Schwesternheim und eine Schwesternschule.
Aufgrund eines Gemeinderatsbeschlusses wurde das Spital 1959 um einen medizinischen und einen chirurgischen Pavillon mit je 280 Betten und je vier Ambulanzen, ein Röntgeninstitut mit Isotopenambulatorium und einer Krankenstation sowie mit einem Kobaltbunker, eine Anstaltsapotheke, sowie einem weiteren Schwesternhaus und einem Direktions- und Verwaltungsgebäude mit angeschlossenem Speisesaal erweitert, so dass sich die Anzahl der Betten auf 1.800 erhöhte.
1977 wurde das Karolinen-Kinderspital (siehe oben) ins Wilhelminenspital integriert. 1985 wurde hier der erste Betriebskindergarten der Stadt Wien eröffnet. Zu dem zwischen 6.30 Uhr und 19.30 Uhr von den Kinderfreunden geführten Kindergartenbetrieb kommt die Nachtfamiliengruppe mit sechs Plätzen, die vom Spital selbst geführt wird, um Kinder von im Nachtdienst Tätigen betreuen zu können.
In den 1990er Jahren wurde das Onkologische Zentrum ausgebaut, eine Tiefgarage und ein neues Betriebsgebäude errichtet. Hier können nun aus einer neuen Spitalsküche 1.400 Patienten und bis zu 700 Mitarbeiter des Wilhelminenspitals und des ebenfalls im Westen Wiens gelegenen Kaiserin-Elisabeth-Spitals versorgt werden. 1999 wurde die Kinderklinik Glanzing in das Wilhelminenspital verlegt.
Zur Hebung der Sicherheit für Piloten, Patienten und Anrainer wurden die sicherheitstechnischen Bedingungen des Landeplatzes für Rettungshubschrauber durch eine Vergrößerung der Einflugschneise und eine Verstärkung der Beleuchtung verbessert.
Im Jahr 2005 erfolgte im Wilhelminenspital die Umstellung auf die digitale Bildverarbeitung von Röntgenaufnahmen. 2008 wurde ein Dialysezentrum eröffnet; nun stehen 32 statt bisher 20 Dialyseplätze zur Verfügung.
Die für Frühjahr 2017 geplante Eröffnung eines neu errichteten OP-Zentrums wackelt terminlich durch einen im Zuge der Bauarbeiten aufgetretenen Wasserschaden.
Im Rahmen der Umstrukturierung des Wiener Krankenanstaltenverbunds in den Wiener Gesundheitsverbund wurde die Krankenanstalt gemäß der neuen Nomenklatur „Klinik+Bezirk“ nach ihrem Bezirk benannt und heißt seitdem offiziell Klinik Ottakring.
In naher Zukunft sollen alle nicht denkmalgeschützten Gebäude abgerissen werden und durch einen einzigen, großen Neubau ersetzt werden, um die Wirtschaftlichkeit zu erhöhen. Kritik daran wurde damit begründet, dass das Spital so seinen Charakter verlieren würde; dass das Pavillonmodell sinnvoll sei, weil so Quarantänen besser gewährleistet werden könnten und dass Patienten und Patientinnen mit Natur in der Umgebung schneller gesund werden; dass es Geld- und Ressourcenverschwendung sei, ein Gebäude, das
gerade erst generalsaniert bzw. neu gebaut worden ist, wieder abzureißen und das die Stadt wichtige Bebauungen verlieren würde, z. B. einen alten, hohen Rundschornstein aus Backsteinen.
Im Oktober 2024 präsentierte Gesundheitsstadtrat Peter Hacker das Siegerprojekt eines EU-weiten Architekturwettbewerbs. Der Siegerentwurf stammte von AHA – Austrian Healthcare Architects aus Wien. Geplanter Baustart für den Klinikneubau mit rund 68.900 Quadratmeter Nutzfläche ist 2026, bis 2040 soll das Bauprojekt in mehreren Etappen auf dem bisherigen Klinikgelände realisiert werden.

## Statistik
2013 (in Klammern Zahlen von 2009) verfügte das Wilhelminenspital über 1081 (1089) systemisierte Betten. 47803 (47229) stationär aufgenommene Patienten (davon 12243 (10264) Eintagespflegen) und 447209 (445401) Ambulanzkunden wurden von 3058 (2989) Bediensteten betreut. Zudem wurden 1582 (1508) Geburten verzeichnet.

## Abteilungen
- Abteilungen:

- Apotheke
- 1. Medizinische Abteilung, Zentrum für Onkologie und Hämatologie
- 2. Medizinische Abteilung/Lungenabteilung
- 3. Medizinische Abteilung mit Kardiologie
- 4. Medizinische Abteilung mit Gastroenterologie, Hepatologie, Endoskopie
- 5. Medizinische Abteilung mit Rheumatologie, Stoffwechselerkrankungen und Rehabilitation
- 6. Medizinische Abteilung mit Nephrologie und Dialyse
- Chirurgische Abteilung mit Schwerpunkt Gefäßchirurgie
- Abteilung für Allgemein-, Viszeral- und Tumorchirurgie
- Unfallchirurgische Abteilung
- Abteilung für Plastische- und Wiederherstellungschirurgie
- Gynäkologische und Geburtshilfliche Abteilung
- Urologische Abteilung
- Dermatologische Abteilung
- Abteilung für Kinder- und Jugendheilkunde mit Lungen- und Infektionskrankheiten
- Abteilung für Kinder- und Jugendheilkunde – Kinderklinik Glanzing mit Neonatologie und Psychosomatik
- Neurologische Abteilung
- Abteilung für Anästhesie und Intensivmedizin

- Institute:

- Institut für Diagn. und Interventionelle Radiologie
- Institut für Radioonkologie
- Institut für Nuklearmedizin
- Institut für Physikalische Medizin
- Pathologisch-bakteriologisches Institut
- Zentrallaboratorium

- Ambulanzen:

- 6. Medizinische Ambulanz
- Allgemeine dermatologisch Ambulanz
- Allgemeine gynäkologische Ambulanz
- Allgemeine urologische Ambulanz
- Augenambulanz
- Hals-Nasen-Ohren-Ambulanz
- Zahnambulanz
- 2. Chirurgische Ambulanz
- Unfallchirurgische Ambulanz
- Ambulanz der Abt. für Plastische und Wiederherstellungschirurgie
- 2. Medizinische Ambulanz mit Lungenambulanz
- 4. Medizinische Ambulanz
- 5. Medizinische Ambulanz
- Internistische Notaufnahme
- Allgemeine Schmerzambulanz
- Allgemeine Ambulanz (Kinder)
- 1. Chirurgische Ambulanz
- Sexualambulanz
- Schilddrüsenambulanz
- Anästhesieambulanz – Pavillon 27
- 1. Medizinische Ambulanz – Haematologisch-onkologische Ambulanz
- Computertomographie
- Magnetresonanztomographie
- Röntgenambulanz
- Radioonkologische Ambulanz
- Elektrodiagnostische Ambulanz: EMG, NLG, Reizstrom, Thermographie, Rheographie, Pedobarographie
- Allgemeine Ambulanz der Abteilung Kinderklinik Glanzing
- Neurologische Ambulanz
- Akupunktur
- Allgemeine Ambulanz des Institutes für Physikalische Medizin und Rehabilitation
- 3. Medizinische Ambulanz
- Ambulanz für angeborene und erworbene Lähmungen
- Geburtsvorbereitung und Schwangerengymnastik
- Lokomotionstherapie
- Manualtherapie
- Medizinische Trainingstherapie und Aufbautraining
- Querschnittambulanz
- Sportambulanz
- Kinder- und Jugendtraumatologische Ambulanz Pav. 30
- Wirbelsäulenambulanz Pav. 30

Interdisziplinäre Einrichtungen:
- Knospe (eine Initiative zur interdisziplinären ganzheitlichen Beratung von krebskranken Patienten und deren Angehörigen).

## Ausbildung

### Schule für allgemeine Gesundheits- und Krankenpflege an der Klinik Ottakring
Auf dem Gelände der Klinik Ottakring befand sich eine dreijährige Schule für die Ausbildung im gehobenen Dienst für Gesundheits- und Krankenpflege mit insgesamt 400 Ausbildungsplätzen. Diese ist jedoch auf einen neuen Standort „Campus Leopoldstadt“ umgezogen. Campus Leopoldstadt bietet zurzeit die Ausbildung zur Pflegeassistenz sowie zur Pflegefachassistenz an. Außerdem werden Lehrgänge zur akademischer Experte in der psychiatrischen Pflege, Lehrpraktika während der Lehrerinnen-Bildung, sowie eine Weiterbildung zur Praxisanleitung angeboten.

### Erstes österreichisches Pflegemuseum
An die Krankenpflegeschule ist das Krankenpflegemuseum angeschlossen. Ausgestellt werden in dem gegen Voranmeldung öffentlich zugänglichen Museum verschiedene Pflegebehelfe und -artikel, Dienstkleidungen, Dokumente, Broschen und Auszeichnungen, Bücher und Fotografien, die die Entwicklung des Krankenpflegedienstes belegen.

## Weitere Informationen

### Spitalskirche
Die 1935/36 nach Plänen von Heinrich Anton Paletz erbaute und dem heiligen Kamillus von Lellis (Patron der Kranken) geweihte Spitalskirche ist die einzige Kamilluskirche in Österreich. 1938 wurde sie aufgelassen, 1957 neu konsekriert und 1971 sowie 1984 restauriert.

### Wiener Heilstättenschule
Mit fünf Klassen gehört der Standort in der Klinik Ottakring zu den größten der Wiener Heilstättenschulen, in denen kranke Kinder unterrichtet werden.